# Нетёсов, Сергей Викторович
Сергей Викторович Нетёсов (род. 19 апреля 1953) — молекулярный биолог, доктор биологических наук, профессор, академик РАН (2022), заведующий лабораторией биотехнологии и вирусологии Факультета естественных наук Новосибирского государственного университета. Председатель Совета Депутатов рабочего посёлка Кольцово (Новосибирская область).

## Биография
- С 1960 по 1965 годы учился в средней школе города Ленинск-Кузнецкий Кемеровской области. С 1966 по 1968 годы учился в школе № 71 г. Новокузнецк. С 1968 по 1970 годы учился в ФМШ № 165 при НГУ в Новосибирске.
- 1970—1975 — студент НГУ, специальность — химия.
- 1975—1977 — стажёр-исследователь в Новосибирском институте органической химии СО АН СССР.
- 1977—1985 — младший, затем старший научный сотрудник ВНИИ молекулярной биологии Главмикробиопрома (с 1994 года — ГНЦ ВБ «Вектор»).
- 1986—2010 — заведующий лабораторией молекулярной биологии РНК-вирусов в ГНЦ ВБ «Вектор».
- 1990—2007 — заместитель директора НПО (ГНЦ ВБ) «Вектор».
- 1995—2005 — директор НИИ молекулярной биологии ГНЦ ВБ «Вектор».
- 1997 — член-корреспондент РАН.
- 1998 — лауреат Премии Правительства РФ в области науки и техники за разработку и организацию производства новых высокоэффективных средств диагностики ВИЧ-инфекции и гепатитов А, В. С.
- 2003 — член-корреспондент Европейской академии наук.
- 2006 — Лауреат Премии Правительства Российской Федерации в области науки и техники 2005 года в области науки и техники за научное обоснование, разработку и внедрение системы защиты населения Российской Федерации от новых биологических угроз)[2] (совместно с Киселёвым В. И., Щелкуновым С. Н., Онищенко Г. Г.).
- 2007—2015 — проректор Новосибирского государственного университета (НГУ) по научной работе.
- 2010 — по настоящее время — Председатель Совета депутатов р. п. Кольцово (наукоград)[3].
- 2010 — по настоящее время — заведующий лабораторией биотехнологии и вирусологии ФЕН НГУ.
- 2014 — по настоящее время — Председатель Совета ассоциации по развитию инновационного территориального кластера Новосибирской области в сфере биофармацевтических технологий "Биофарм".
- 2022 — академик РАН.

## Научные интересы
Молекулярная вирусология, разработка генно-инженерных противовирусных вакцин и противораковых препаратов на основе вирусов .
С 1993 года читает курс лекций по молекулярной вирусологии студентам кафедры молекулярной биологии ФЕН НГУ. С 2012 года читает курс лекций «Онколитические вирусы», с 2015 — курс лекций «Биотехнология», а с 2017 года — курс лекций «Современные проблемы и задачи биоэтики и биобезопасности», всё в НГУ.

## Научные достижения
Под руководством С. В. Нетёсова были секвенированы геномы вирусов Эбола, Марбург, восточного энцефаломиелита лошадей, вируса гриппа штаммов H1N1, H5N1. Была исследована встречаемость генотипов вирусов гепатита А, В, С, G среди различных групп населения Западной Сибири.
Был членом оргкомитетов X—XII Международных конгрессов по вирусологии, в качестве председателя оргкомитетов провёл три международных конференции и семинара. Член Общества биотехнологов России, Российского общества инфекционистов, микробиологов и иммунологов. Член (с 1996 года) и Председатель рабочей группы Международного Комитета по Таксономии Вирусов (1999—2005), член Американского Общества Вирусологии, Европейского Общества Клинической Вирусологии, Американского и Европейского Обществ Биобезопасности.
Под руководством С. В. Нетёсова защищены 16 кандидатских и 2 докторских диссертации. Автор более 170 (Scopus) научных публикаций, в том числе 13 патентов РФ, индекс Хирша 27. Дважды лауреат премии Правительства РФ (в 1998 и 2006 году).

## Личная жизнь
Женат, отец трёх взрослых дочерей.